# پاتریک گالبریث
 پاتریک گالبریث (انگلیسی: Patrick Galbraith؛ زاده ۱۶ آوریل ۱۹۶۷) یک تنیس‌باز اهل ایالات متحده آمریکا است.